# 비어디드 콜리

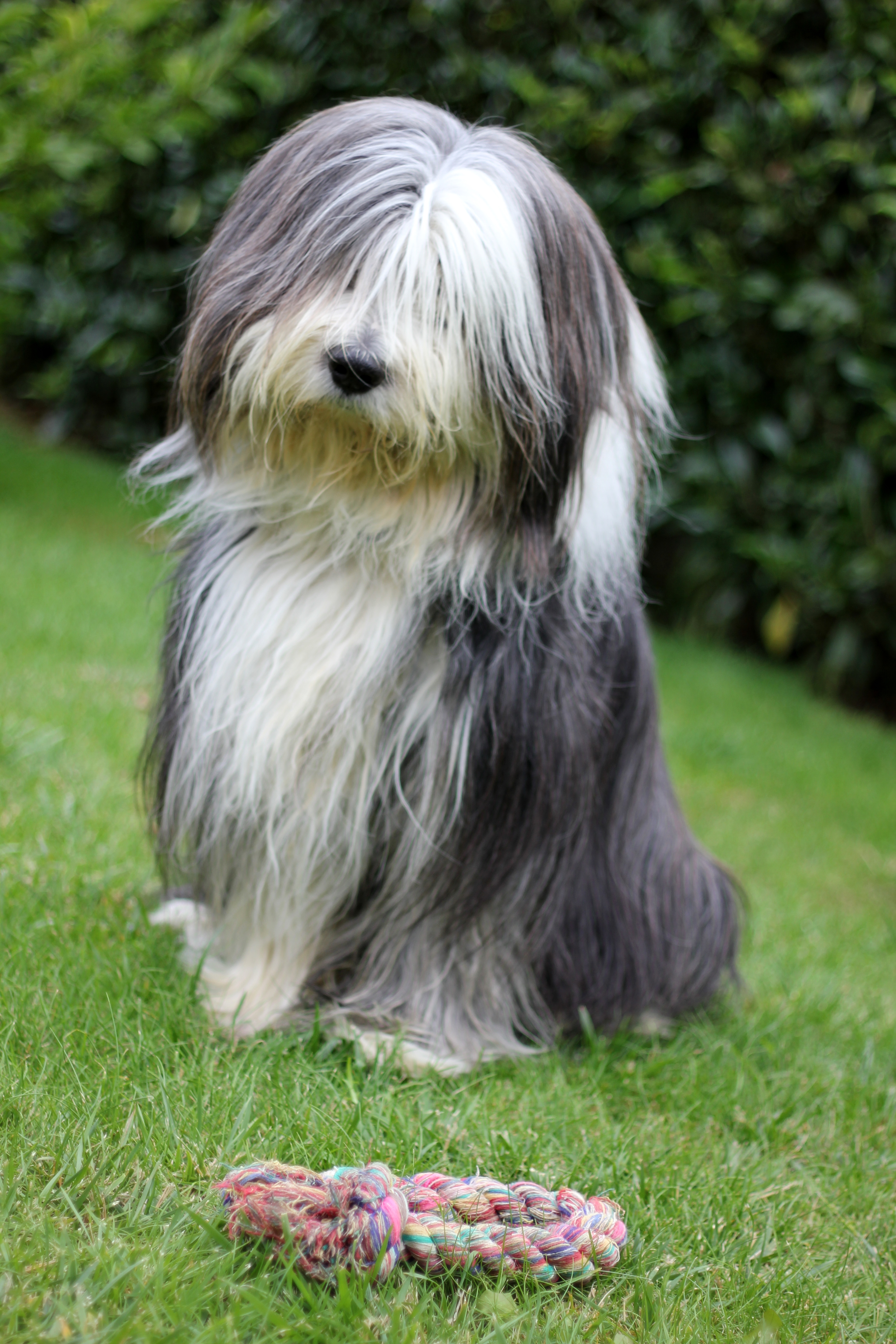
비어디드 콜리

비어디드 콜리(영어: Bearded Collie)는 영국의 오래된 목양견으로 선조는 2,000년 전의 스코틀랜드 하이랜드 지방에서 사육되었다. 18세기 회화에 자주 등장했으며, 빅토리아 왕조 말기에는 사역견으로서 인기가 높았다. 어깨높이 51~55cm, 몸무게 18~27kg이다. 전신에 거친 털이 빽빽이 나 있어 더위와 추위, 습기에 강하고 인내심도 강하다. 아무리 다루기 힘든 가축도 능란하게 다루며 다리를 올리지 않고 유연하게 움직이므로 급회전과 급정지에 유리하다. 체격은 근육질의 늠름한 모습이고 털빛은 검정·회색·파란색·갈색 등이다.

## 참고 자료
- 이 문서에는 다음커뮤니케이션(현 카카오)에서 GFDL 또는 CC-SA 라이선스로 배포한 글로벌 세계대백과사전의 내용을 기초로 작성된 글이 포함되어 있습니다.